# دورنیویل (پنسیلوانیا)
دورنیویل (به انگلیسی: Dorneyville) یک منطقهٔ مسکونی در ایالات متحده آمریکا است که در پنسیلوانیا واقع شده‌است. دورنیویل ۴٬۴۰۶ نفر جمعیت دارد و ۱۱۷٫۰۴ متر بالاتر از سطح دریا واقع شده‌است.